# El Amole
El Amole är en ort i Mexiko.   Den ligger i kommunen Guasave och delstaten Sinaloa, i den västra delen av landet, 1 200 km nordväst om huvudstaden Mexico City. El Amole ligger 10 meter över havet och antalet invånare är 598.
Terrängen runt El Amole är mycket platt. Runt El Amole är det ganska tätbefolkat, med 52 invånare per kvadratkilometer. Närmaste större samhälle är La Brecha, 2,7 km sydost om El Amole. Trakten runt El Amole består till största delen av jordbruksmark.